# Susanne Dahl
Susanne Dahl (født 21. september 1975) har siden 1. april 2022 været generalsekretær for UNICEFs kontor i Danmark, UNICEF Danmark.
Inden Susanne Dahl tiltrådte som generalsekretær for UNICEF Danmark var hun en del af den øverste ledelse som direktør for partnerskaber og programmer, herunder UNICEFs kontor i Grønland.

## Karriere
Susanne Dahl har en international mastergrad i Ledelse og Innovation.
Susanne Dahl har tidligere arbejdet for blandt andet Bikubenfonden og Egmont Fonden samt været udviklingskonsulent på etableringen af Fondenes Videnscenter.